# Ernst Kalkowsky

Ernst Louis Kalkowsky um 1885

Ernst Louis Kalkowsky (* 9. September 1851 in Tilsit, Ostpreußen; † 13. Februar 1938 in Dresden) war ein deutscher Geologe.
Nach dem Abitur in Tilsit im Juni 1870 immatrikulierte sich Kalkowsky am 17. Oktober 1870 an der Universität Leipzig. 1874 wurde er bei Ferdinand Zirkel in Leipzig mit der Arbeit „Mikroskopische Untersuchungen von Felsiten und Pechsteinen Sachsens“ promoviert. Die Habilitation erfolgte 1878 in Leipzig mit der Arbeit „Die Gneissformation des Eulengebirges“.
Kalkowsky folgte 1886 einem Ruf auf den Lehrstuhl für Mineralogie und Geologie an der Universität Jena. 1894 wurde er zum Ordinarius für Mineralogie und Geologie an der TH Dresden in Nachfolge von Hanns Bruno Geinitz berufen. Im Jahr 1888 wurde er zum Mitglied der Leopoldina gewählt. Im Jahr 1898 trat er die Nachfolge von Geinitz als Leiter des Staatlichen Mineralogisch-Geologischen Museums in Dresden an.
1907 erfolgte die Ernennung zum Geheimen Hofrat. Am 1. Oktober 1919 wurde er emeritiert. Er gehörte im August 1912 zu den 34 Gründungsmitgliedern der Paläontologischen Gesellschaft. Im November 1920 ernannte ihn die Naturwissenschaftliche Gesellschaft ISIS in Dresden zum Ehrenmitglied.

## Werke
- Elemente der Lithologie (1886)
- Der Nephrit des Bodensees. Dresden: Wilhelm Baensch, 1906.